# 樺太行啓

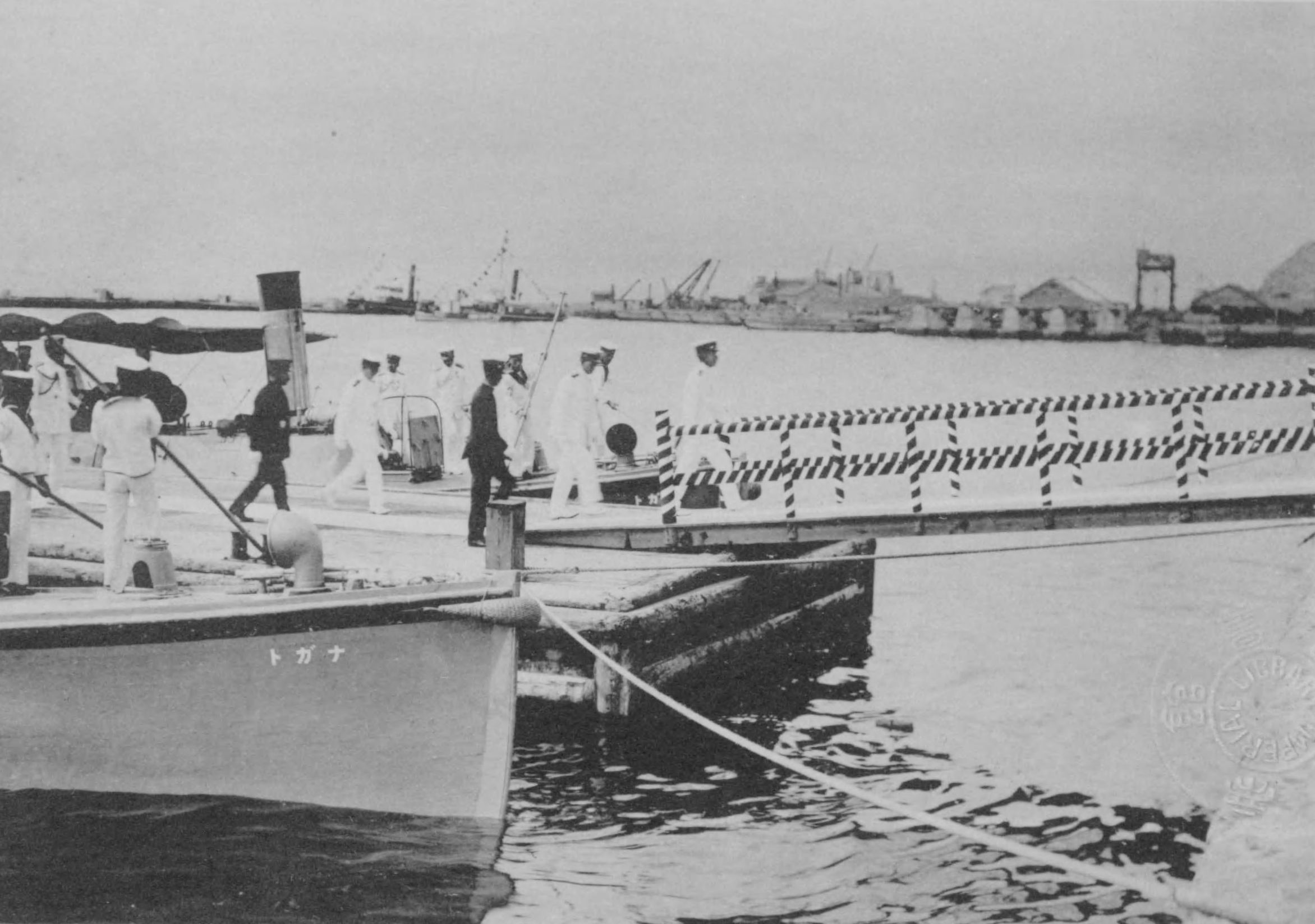
大泊港仮桟橋から、樺太島に上陸する皇太子裕仁親王(先頭)

樺太行啓（からふとぎょうけい）とは、1925年（大正14年）8月、日本統治下の樺太（現サハリン）への摂政宮皇太子裕仁親王（当時、後の昭和天皇）による行啓（訪問）である。

## 背景
日露戦争の結果、1905年（明治38年）のポーツマス条約によって大日本帝国への南樺太（樺太島/サハリン島の北緯50度線以南）の帰属が確定し、樺太民政署を経て1907年（明治40年）に樺太庁が設置された。
明治期における日本の拡大政策によって、日本の統治下に入った地域のうち、すでに台湾へは1923年（大正12年）4月に皇太子裕仁親王による行啓（台湾行啓）が行われていた。
当初、8月2日横須賀発、8月6～10日に樺太滞在、8月14日に横須賀に帰着する予定で、7月25日『官報』にも公表されていた。日程が延期され、8月4日『官報』で改めて行啓の日程が公表された。

## 随員等
『皇太子殿下樺太行啓記』によると、次の通り。

### 随員
- 高松宮宣仁親王 - 海軍少尉、皇太子裕仁親王の次弟
- 朝融王（久邇宮家） - 海軍中尉、皇太子妃良子女王の長兄

### 供奉員
- 一木喜徳郎 - 宮内大臣、男爵
- 入江為守 - 供奉長官・東宮侍従長、子爵、
- 奈良武次 - 東宮武官長
- 土屋正直 - 東宮侍従、子爵
- 西園寺八郎 - 東宮職御用掛
- 本多猶一郎 - 宮内大臣秘書官
- 木下道雄 - 行啓主務官・東宮事務官
- 甘露寺受長 - 東宮侍従、伯爵[注釈 2]
- 岡本愛祐 - 東宮侍従
- 加藤隆義 - 東宮武官、子爵
- 濱田豊城 - 東宮武官
- 近藤信竹 - 東宮武官
- 八田善之進 - 侍医（東宮御所詰）

ほか
- 宮内大臣一木喜徳郎男爵

### 供奉員外
- 鈴木貫太郎 - 海軍軍令部長、海軍大将[注釈 3]
- 松平忠寿 - 海軍省副官、海軍中佐、子爵
- 四竈孝輔 - 大湊要港部司令官、海軍少将
- 国司伍七 - 第7師団[注釈 4]長、陸軍中将

ほか

### 御召艦

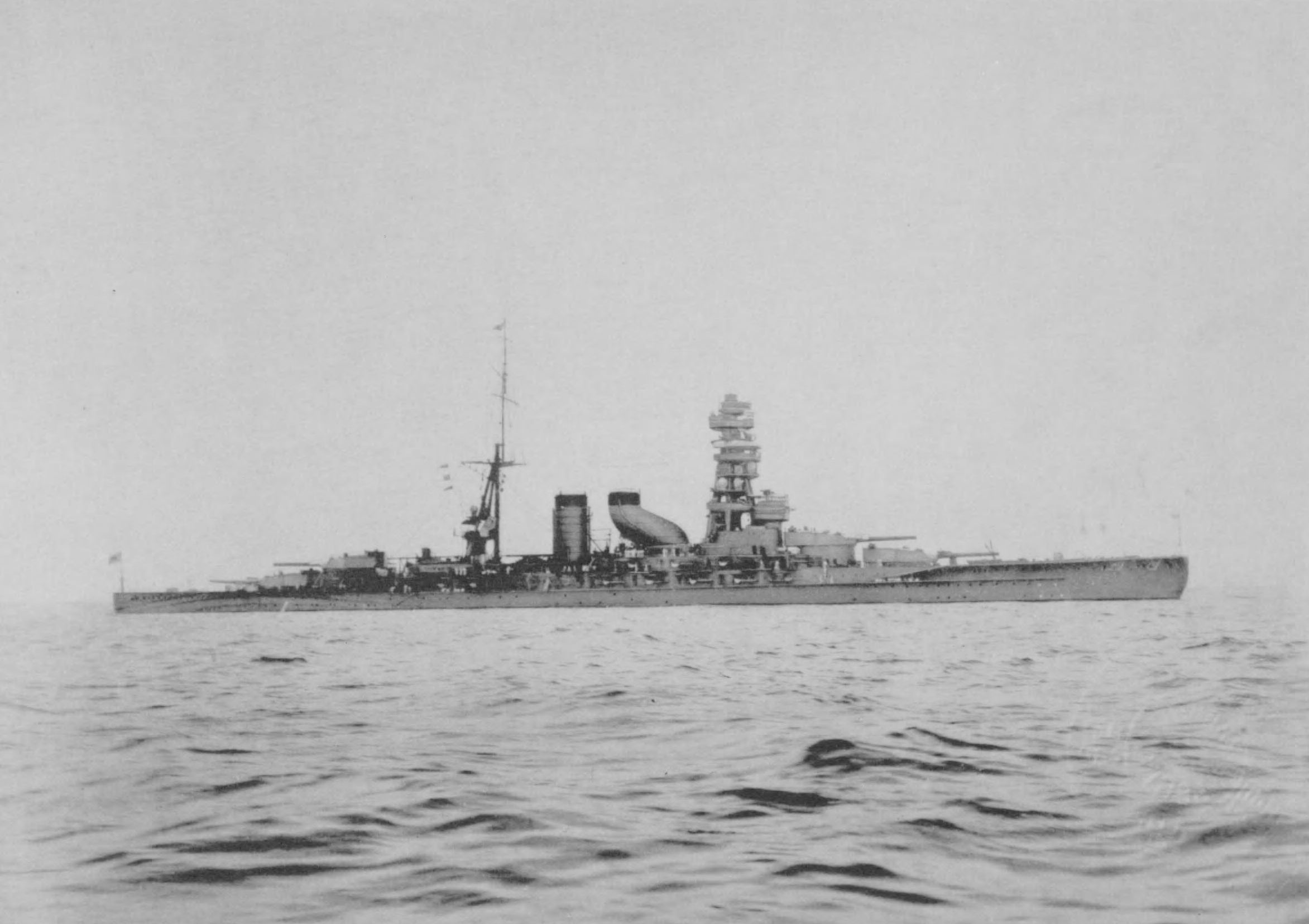
御召艦の戦艦「長門」

御召艦に選ばれた戦艦長門は、1920年（大正9年）11月25日に竣工し、当時世界のビッグ７と呼ばれる巨大な戦艦だった。
樺太行啓当時の艦長は中島晋大佐だが、行啓終了後の8月22日に小副川敬治大佐に交代している。

## 樺太の主要人物

### 樺太庁
- 昌谷彰 - 第5・7代樺太庁長官
- 東忠蔵 - 警察部長
- 黒崎真也 - 内務部長

- 昌谷彰樺太庁長官

### 司法・行政
- 立石譲輔 - 札幌控訴院長
- 足立駿三郎 - 札幌控訴院検事長
- 佐々木佐吉郎 - 樺太地方裁判所長
- 香取久吉 - 樺太地方裁判所検事正
- 松田正之 - 拓殖局書記官、男爵
- 稲川実 - 旭川憲兵隊長
- 川村貞四郎 - 内務省警保局事務官

- 松田正之男爵

### 実業界
- 藤原銀次郎 - 王子製紙株式会社取締役社長
- 大川平三郎 - 樺太工業株式会社取締役社長
- 末松一三 - 北日本汽船株式会社取締役社長
- 佐々木平次郎 - 樺太定置漁業水産組合長

- 藤原銀次郎
- 大川平三郎
- 佐々木平次郎

## 行程と訪問地
- 8月5日 - 横須賀港発
- 8月8日 - 稚内港着、発
- 8月9日 - 大泊港着
  - 大泊町
  - （長門艦内泊）
- 8月10日
  - （樺太庁鉄道樺太東線：大泊駅⇔豊原駅）
  - 豊原市
  - （長門艦内泊）
- 8月11日
  - （樺太庁鉄道樺太東線：大泊駅⇔小沼駅）
  - 豊栄郡豊北村
  - （長門艦内にて晩餐会、艦内泊）
- 8月12日
  - 航海のみ
  - （長門艦内泊）
- 8月13日
  - 真岡郡真岡町
  - 本斗郡本斗町
  - 本斗港発
- 8月17日 - 横須賀港着

## 出来事

### 7月25日：奉迎準備
皇太子行啓が発表されると、樺太庁長官昌谷彰は樺太庁告諭第3号により、行啓を歓迎し「華美ヲ避ケ質実ヲ以テ至誠ヲ盡ス」べきであると告諭した。樺太庁では、準備委員会を設置し、準備と行啓受け入れに万全を尽くした。

### 8月5日：横須賀出発
樺太庁の事務官2名と加藤敬三郎北海道拓殖銀行頭取らが葉山御用邸に参上し、皇太子裕仁親王の出発を迎えた。裕仁親王は逗子駅から横須賀駅まで、御召し列車で移動した。横須賀駅からは徒歩で逸見埠頭へ向かい、同埠頭から水雷艇にて戦艦長門に乗艦した。午前11時30分、樺太へ向けて出航した。
裕仁親王出航の報を受け、樺太神社、大泊亜庭神社では臨時祈年祭を挙行した。

### 8月9日：第1日目（大泊町）
未明、雨が降ったが、やがて快晴となって「一天片雲ナク爽涼」の気候となった。午前10時、大泊港から水平線に御召艦長門の姿が見えるようになった。午前11時50分、予定の位置に投錨すると、港内の船舶が一斉に汽笛を鳴らし、陸上では煙火（花火）を打ち上げて裕仁親王を奉迎した。
投錨後、昌谷彰樺太庁長官は汽艇で長門に伺候すると、裕仁親王は高松宮、朝融王と共に御召艇に移乗し、供奉員らもそれぞれ分乗して桟橋に向かった。午後1時10分、裕仁親王は樺太島に上陸した。裕仁親王は、海軍中佐の白い軍服姿であった。
その後、車で移動し、次の場所を順に行啓した。
- 王子製紙樺太分社大泊工場[9]
- 樺太庁大泊中学校[10]
  - 4500名の児童・学生・町民が奉迎[11]
  - 小中学生が信号体操やダンス、リレー競技などを披露[12]
- 神楽岡展望所[12]
  - 大泊町及び亜庭湾を展望

神楽岡展望所から車で大泊駅へ移動し、同駅から大泊市街軌道（路面電車）で楠渓町駅へ移動した。
- 表忠碑[13]
  - 樺太の戦い（樺太作戦）で戦死した西久保豊一郎少佐らの顕彰碑

再び大泊市街軌道で楠渓町駅から大泊駅へ移動すると、裕仁親王は大泊港から水雷艇で長門へ帰艦した。その夜は、町主催で海上提灯行列が計画されていたが、波が高く中止を余儀なくされた。艦内では、樺太庁が作成した島内の産業（林業と犬ぞり、鯨・鱈等の漁業、蟹缶詰加工等）の活動写真（映像）を昌谷長官の説明と共に視聴した。
- 南樺公園（王子製紙大泊工場内）展望所を訪問する一行
- 大泊中学校に到着した、御召自動車

### 8月10日：第2日目（豊原市）

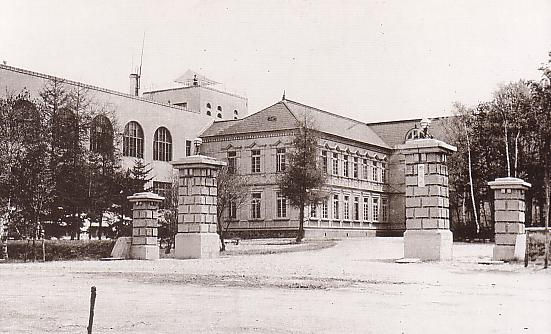
樺太庁舎（撮影時期不明）

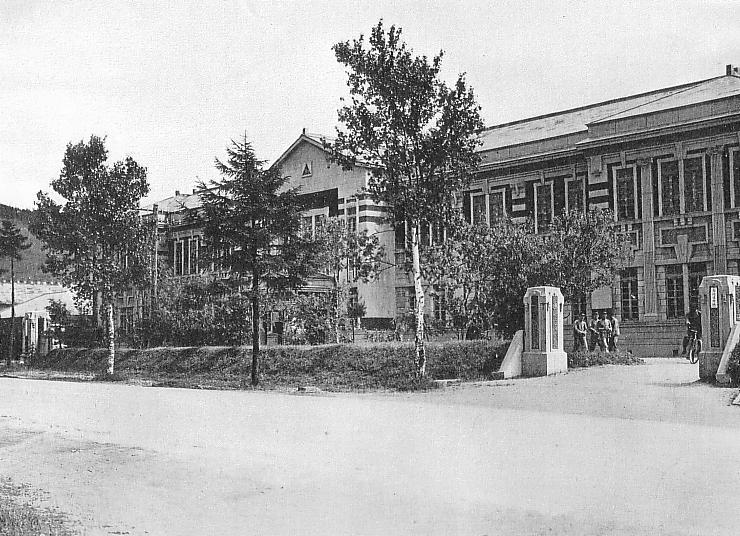
豊原中学校（1930年代）

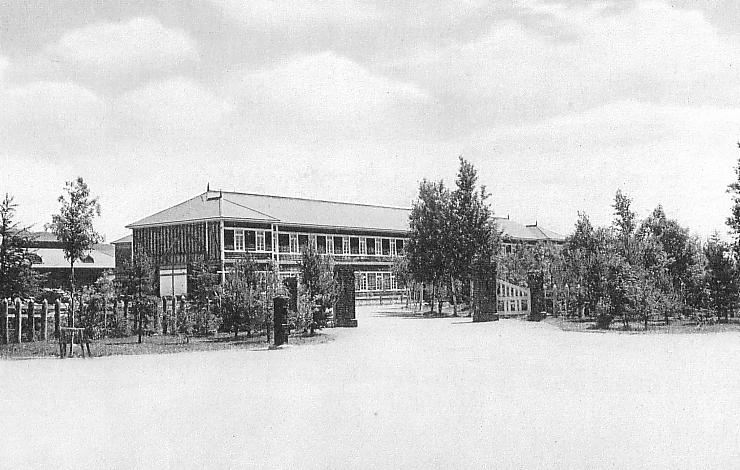
豊原高等女学校（1930年代）

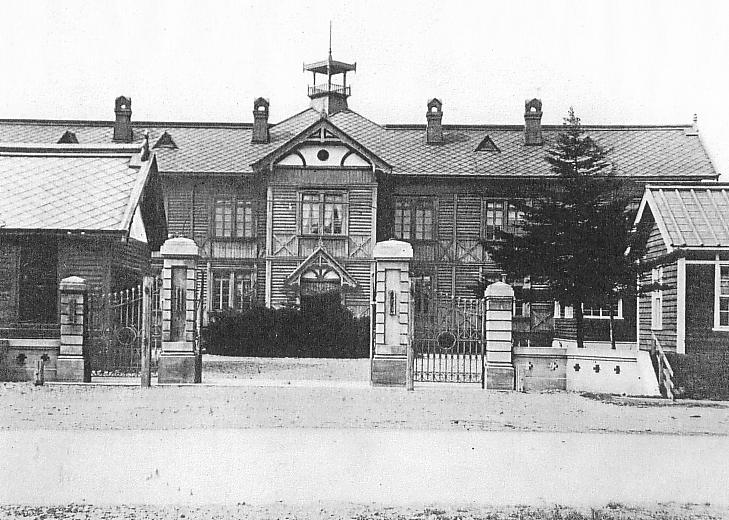
樺太地方裁判所（1930年代）

午前8時15分、前日と同様の要領で裕仁親王は仮桟橋から上陸した。沿道で奉迎する住民に挙手で挨拶しつつ、徒歩で大泊駅へ移動し、樺太庁鉄道（樺太東線）の御召列車に乗車した。午前9時20分頃、列車が豊原の一つ手前の大沢駅を通過すると、合図の煙火が打ち上げられた。そして9時30分、裕仁親王は豊原駅に到着した。
車両で樺太庁舎へ移動し、庁舎内の御座所では、昌谷長官、第7師団長国司伍七中将、川井猪太郎元判事、東忠蔵樺太庁警察部長、黒崎真也樺太庁内務部長の5名の拝謁を受けた。昌谷長官から樺太の現況について説明があった後、各界の功労者や有力者が列立で親王に奉拝した。
午前10時10分に庁舎を車両で発ち、同10時20分に樺太神社到着。裕仁親王は神尾清澄宮司の先導で参進し、玉串を捧げて参拝した。
その後、次のように行啓した。
- 展望所[18]
  - 豊原市内、鈴谷平野を展望[18]
  - 記念植樹[19]
- 樺太庁豊原中学校[20]
- 樺太庁豊原高等女学校[20]
  - グラウンドにて、児童・生徒のダンス等の披露

午前11時45分に豊原公会堂に到着すると、裕仁親王並びに高松宮、朝融王は樺太特産品のみ（洋食：一般的なフライ、パン、デザート類の他、フレップのソーダやトナカイ・オットセイ肉の洋酒蒸焼などもあり）の昼食を摂った。階上の大広間には特産品の展覧会場があり、一行は特産品を多数買い上げた。
- 樺太庁前運動場[22]
  - 児童・生徒の徒手体操、リレー競技の披露[22]
  - 道路を隔てた広場での、オロッコ族・ギリヤーク族の天幕生活状況の展示[23]
  - 両部族代表者による馴鹿（トナカイ）競争の披露[23]
  - 栄浜郡の樺太アイヌ男女による盛装での歌唱・舞踊披露[23]
- 樺太地方裁判所

再び豊原駅から大泊駅に戻り、長門に帰艦した。この夜は、前日に実施できなかった海上提灯行列が盛大に行われた。約6000名が参加し、満艦飾を施した30隻の大型船舶が長門に向かって進航し、陸上の神楽岡（表忠碑）の奉迎イルミネーションと共に海面を照らす、華麗な光景だった。裕仁親王も、高松宮、朝融王とともに、長門の甲板から紋章入りの提灯を振って奉迎に応えた。また海軍軍楽隊は行進曲を吹奏し、一千名を超える長門乗員も拍手で提灯行列を歓迎した。
- 豊原駅前で奉迎を受ける裕仁親王
- 樺太庁舎内の御座所
- 樺太神社での植樹
- 樺太神社で、在郷軍人会を親閲する裕仁親王
- 豊原公会堂を出発する御召自動車
- 樺太庁前運動場で演技を観覧する裕仁親王
- 復路、豊原駅前に戻った御召自動車

### 8月11日：第3日目（豊北村）
裕仁親王は9時15分に仮桟橋から上陸、徒歩で大泊駅に到着した。前日同様に大泊駅に到着すると、
樺太東線の御召列車に乗車し、午前10時55分に小沼駅に到着した。同駅では、樺太庁農事試験場に至る道を整備し、奉迎門も設置していた。
- 樺太庁農事試験場
  - 畜産動物（牛、馬、鶏）の視察[27]

午後12時10分から、庁舎東方に設けられた休憩所で、樺太島産品（サンドイッチ、緬羊焼肉など）の昼食を摂った。
その後、小沼駅から大泊駅に戻り、午後4時に帰艦。
この夜は、午後6時から長門艦内にて晩餐会が行われた。午後8時から打ち上げ花火、午後8時20分から海上浮き灯籠流しが行われ、火焔が海面を紅に染め、亜庭湾は「不夜城ノ観」を呈した。
晩餐会には、昌谷長官以下15名が招かれた。晩餐会の席上、銀製大菓子器や銀杯の下賜の他、社会事業金やオロッコ、ギリヤーク、樺太アイヌへの金銭も下賜された。

### 8月12日：第4日目（航海のみ）

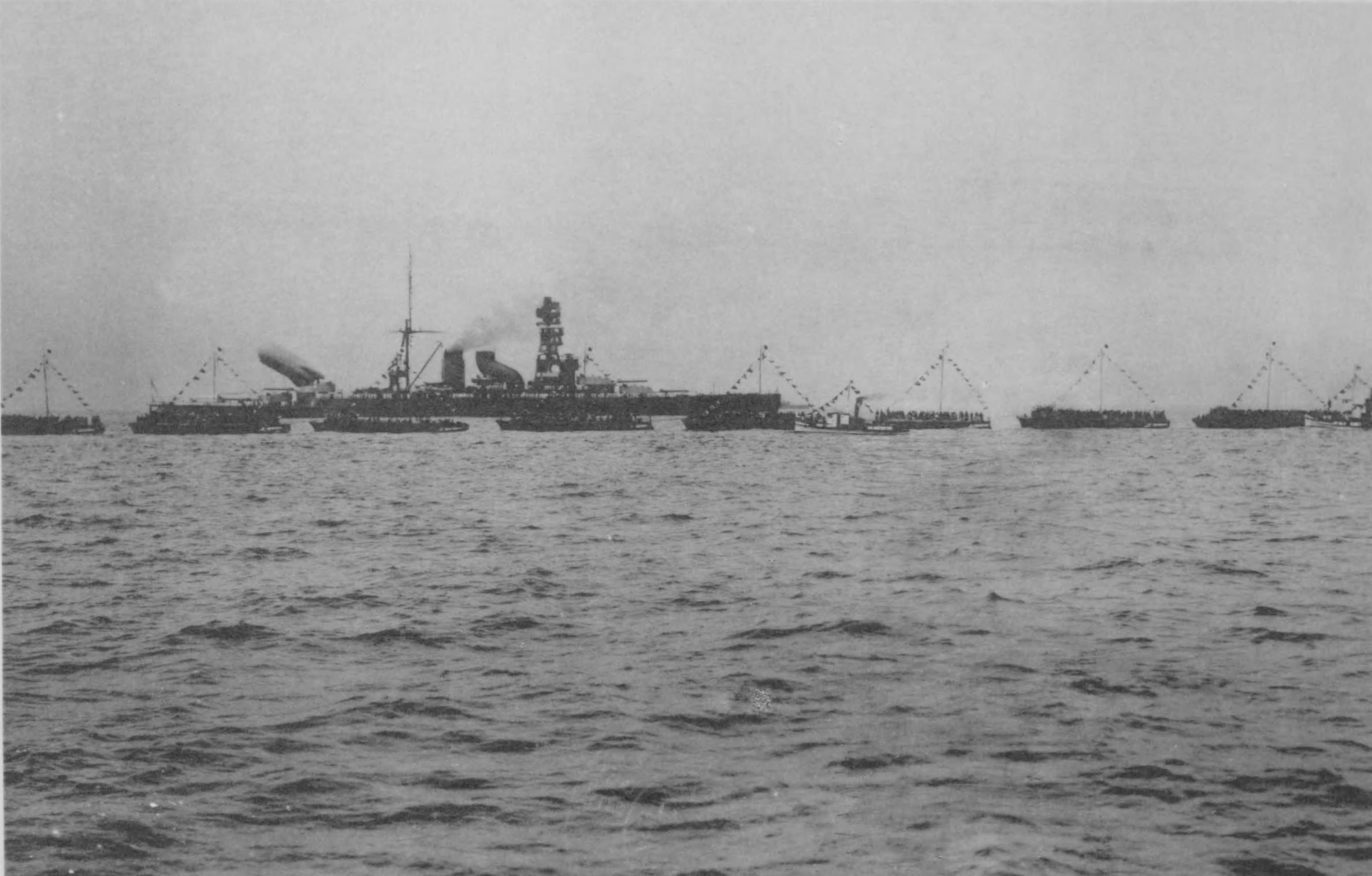
満艦飾を掲げ、大泊港を出港する長門を奉送する船舶

午前8時、出航に先立ち、裕仁親王は鱒網を見学するため、水雷艇で円溜漁場に向かった。漁師が勇ましい掛け声とともに銀色の鱒や鮭等、様々な種類の魚を捕る様子を、裕仁親王は「極メテ御満足ノ御様子」で「御興深ゲ二御覧」になったという。
大泊港には朝から7000人もの住民が集っており、午前9時45分に長門が錨を上げて出航する様子を、万歳の歓呼と共に見送った。裕仁親王は、午前中は高松宮、朝融王との歓談や、読書をして過ごした。午後になると、甲板に出たり、特別に同乗を許された岡本樺太庁水産課長に樺太の水産業の状況を質問した。
午後5時30分、長門は宇須湾沖に投錨し、停泊した。

### 8月13日：第5日目（真岡町、本斗町）

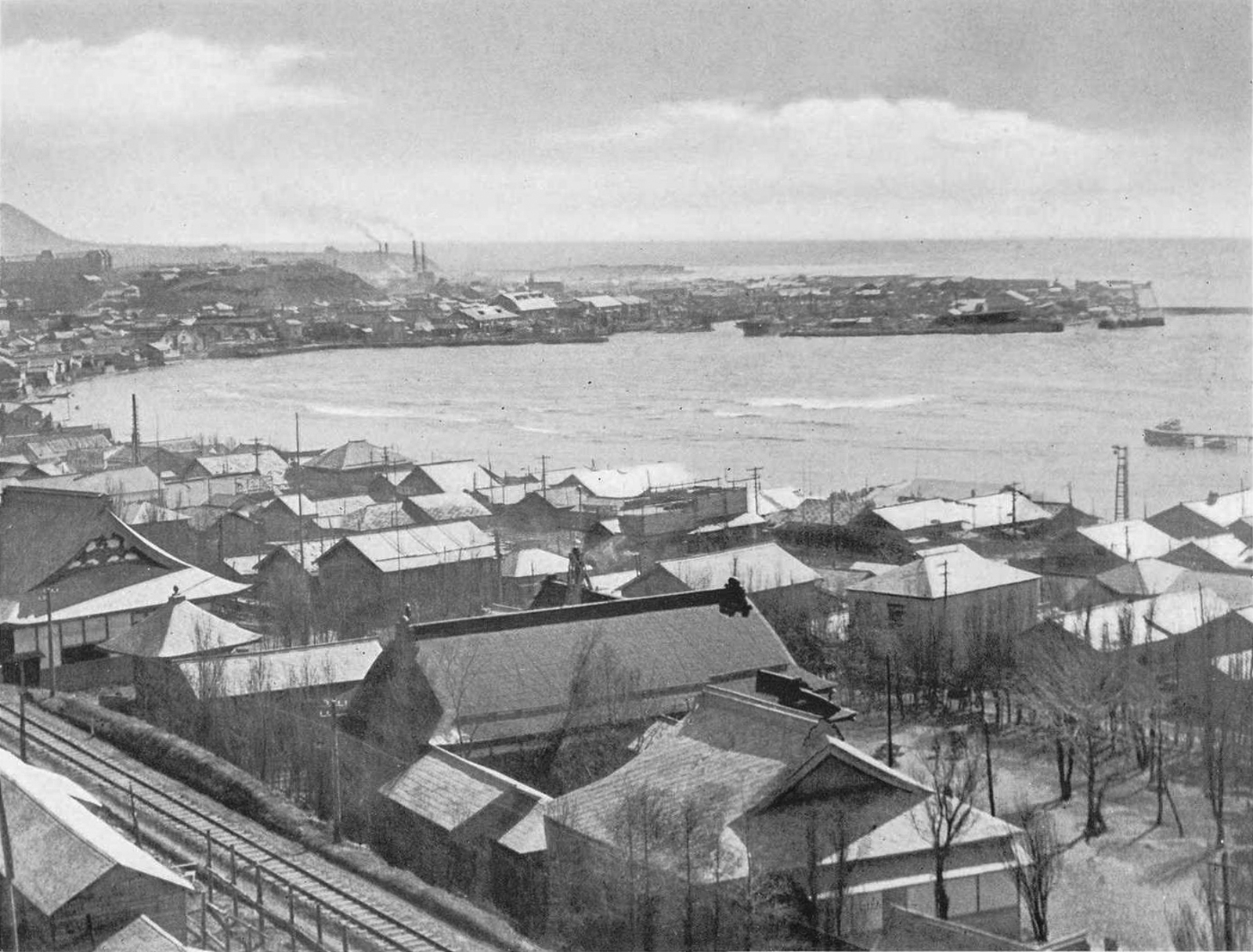
真岡港（撮影時期不明）

夜半から小雨が降り、波が高くなっていたため行啓の実施が危ぶまれたが、裕仁親王自身が「皆ガ待ッテ居ルノダカラ行カウ」と上陸を決心した。午前9時12分、仮桟橋から真岡港に上陸。
- 真岡第一高等尋常小学校
  - 物産及び教育成績品の展示
  - 水松1株の植樹[36]
  - 児童・生徒・住民数千名による奉迎歌の合唱披露[36]
  - 児童による体操、ダンスの披露[36]
- 展望所
  - 真岡町及び港を展望[36]
- 樺太工業株式会社真岡工場

午前11時10分に長門に帰艦。午後12時30分、長門が出航し、数千人の真岡町民が見送った。
午後2時、本斗港から長門が視認できるようになり、2時40分に投錨。午後3時45分に、裕仁親王は埠頭に上陸した。
- 本斗公会堂
  - 物産及び教育成績品の展示[38]
  - 武道場にて、剣道・柔道の試合を観戦[39]
  - 女子児童のダンス、男子児童の騎馬戦を披露[40]
- 展望所
  - 水松1株の植樹[40]

午後5時20分、長門に帰艦。午後6時10分、煙火が打ち上げられ、また港内の船が一斉に汽笛を鳴らし、長門を奉送した。
- 真岡港に上陸する裕仁親王
- 本斗公会堂に到着した裕仁親王
- 本斗町における裕仁親王
- 本斗港から樺太島を離去する裕仁親王

## その他
『国際画報』第4巻第10号では「これだけは世界一 海豹島のオツトセイとロツベン鳥」記事中、「此の度摂政殿下の樺太行啓に際し最も殿下の御心を引いたのはかの有名な海豹島の奇景である」として、同島にオットセイやロッベン鳥（ロッペン鳥とも、ウミガラスの異称）のいる風景を紹介している。